# Ignác Raška
Ignác Raška (1. srpna 1768 Kopřivnice – 5. listopadu 1824 Kopřivnice) byl český podnikatel.

## Biografie
Pocházel z rodu kopřivnických Rašků. Rodové jméno Raška (Raschka) je v této části Moravy frekventované, ale kopřivničtí Raškové nebyli přímými příbuznými rodu Raschků z Příbora, ačkoliv se později obě rodiny propojily dvěma sňatky. Byl zakladatelem a majitelem továrny na hliněné zboží v Kopřivnici. Pocházel ze zemanského rodu (svobodníci) a vyrůstal na rodinném statku. Od mládí se snažil o různé druhy podnikání. Koncem 18. století se pokoušel o těžbu uhlí v okolí Kopřivnice. Povolal do města havíře z Čech, ale dobové technické možnosti neumožňovaly najít sloj. Následně se snažil do saského Lipska vyvážet provazy a boty. Povoz naložený tímto zbožím mu ale po cestě do Lipska lidé v tehdejší bídě rozkradli. Dále se pokusil o obchod s husami na vývoz do Vídně. Během dlouhé cesty ale drůbež uhynula.
V roce 1812 postavil v Kopřivnici několik dřevěných budov, v nichž se v první vypalovací peci pokusil vypálit hliněné zboží. Prvotní pokusy nebyly úspěšné, protože obsah první pece se spekl a znehodnotil. V regionu navíc chyběla kvalitní hlína i znalosti výroby keramiky. V slezské Ratiboři se ale seznámil s Janem Bartlem, odborníkem na keramiku, který se později stal jeho společníkem a spolu s ním založil továrnu na hliněné zboží v Kopřivnici. Podnik uspěl a stal se na několik desítek let jedním z hlavních průmyslových závodů v regionu. Sortiment továrny tvořilo jednoduché spotřební zboží domácí potřeby jako talíře, hrníčky, kachle a kamna. Od 20. let 19. století přibyla i produkce malovaného zboží. Z původních čtyř zaměstnanců stoupl počet dělníků v roce 1834 na cca 30.
Ignác zemřel roku 1824 ve věku 56 let. Příčinou úmrtí byl Lungensucht (souchotiny). Byl pochován na starém hřbitově v Kopřivnici. Rodinná hrobka Raškových vznikla až mnohem později. Byl uložen v jednoduchém hrobě s opukovým křížem.

## Další osudy firmy
Už roku 1817 vedení firmy převzal Ignácův syn Jan Raška. Ten měl syny, kteří se později rovněž zapojili do provozu firmy. Byli jimi Josef Raška a Adolf Raška, oba narození roku 1825. Zejména Adolf Raška jako majitel a ředitel firmy přispěl k jejímu výraznému rozvoji. Působil i jako starosta Kopřivnice a poslanec Moravského zemského sněmu. Zemřel roku 1878. Po jeho smrti převzal rodinnou továrnu syn Adolf Raška mladší (narozen 1863).
Adolf mladší se se roku 1899 spojil s majitelem vápenek ve Štramberku Josefem Barabášem a po krátké době mu prodal rodinnou továrnu v Kopřivnici. Bararáš firmu brzy odprodal Františku Kubíčkovi, od kterého ji koupil Ignác Schustal mladší. Ten byl švagrem Adolfa Rašky mladšího a vzhledem k jiným podnikatelským aktivitám pověřil řízením závodu roku 1905 opět původního majitele Adolfa Rašku. Po Schustalově smrti továrna přešla na manželku a na dcery Gertrudu a Helenu. Firmu ovšem nadále řídil Adolf Raška mladší. Na odpočinek odešel roku 1935 a vedení továrny převzal manžel Heleny, Arnošt Richter, nyní pod názvem Továrna na hliněné zboží Richter a Schustala. V této podobě podnik zastihla druhá světová válka. V roce 1942 byly výroba nuceně omezena a v roce 1945 byla na podnik uvalena nucená správa a firma byla začleněna do Moravských keramických závodů Brno a Moravskoslezských závodů Blansko, v 50. letech 20. století se pak stala součástí Hrušovské kameniny a Slezských cementáren. Nakonec došlo k jejímu začlenění do Moravských keramických závodů Rájec-Jestřebí jako závod 05 - Kopřivnice. Výroba zde skončila roku 1962. Výrobní areál byl převážně zbořen. Firmu připomíná stálá expozice v kopřivnickém muzeu.

## Historické prameny
Štramberský kronikář Martin Baar uvádí:
„…kopřivnický zeman Ignác Raška obdržel 7. června 1808 povolení na kutání uhlí a kovů na svém gruntě. Podnět k tomu dala skutečnost, že kamenný potok občas vymyl kusy uhlí, které lidé odnášeli domů a topili s nimi… K tomu účelu povolal Raška z Čech zkušené havíře, kteří založili pravidelnou šachtu a nakopali několik fur uhlí… Ale ložisko nenašli. Někteří tito havíři zůstali pak u zemana Rašky a pracovali v jeho továrně na kamenné zboží, např. Plzák. Jiní šli na Štramberk, kde přes 300 havířů kopalo železnou rudu na Ženklavsku, Životsku a jinde…“
Vzpomenutý kopřivnický zeman Ignác Raška byl muž bystrého ducha a neobyčejně podnikavý, nenechal se odradit počátečními neúspěchy. Z kroniky se dovídáme, že „v letech 1810 – 1811 byla v Kopřivnici u cesty vedoucí ze Štramberka do Kopřivnice postavena původně dřevěná továrna na kamenné zboží. Postavil ji kopřivnický zeman Ignác Raška, syn Václava Rašky, rovněž zemana..“. Ignác Raška začal s výrobou kamenného zboží a neměl o ní ani potuchy! Nenechal se odradit ani po několika nezdařených pokusech s pálením, kdy musel vypálené zboží z pecí dostávat krumpáčem.